# Dennis Lyxzén
Sven Olov Dennis Lyxzén (Umeå, 19 de junho de 1972),  é um cantor e compositor de punk rock e ativista político sueco, ex-vocalista da banda Refused. Após o fim do Refused, Lyxzén participou de projetos musicais chamados 98 Million Miles From the Sun, The Lost Patrol Band e The (International) Noise Conspiracy. 
Lyxzén também fez participações especiais em músicas como "Church of Noise" do The Bloody Beetroots. 
Em 2008 Lyxzén e Karl Backman formou uma nova banda chamada AC4, a banda gravou um disco em 2009 e tem estado em turnê desde então.
Lyxzén é proprietário da gravadora independente Ny Våg.

## Discografia

### Refused
- This Just Might Be the Truth (1994, Burning Heart Records)
- Songs to Fan the Flames of Discontent (1996, Burning Heart Records)
- The E.P. Compilation (1997, Burning Heart Records)
- The Demo Compilation (1997, Burning Heart Records)
- The Shape of Punk to Come (1998, Epitaph Records, Burning Heart Records)[4]
- Freedom (2015, Epitaph Records)
- War Music (2019,  Spinefarm Records, Search and Destroy Records)

### The (International) Noise Conspiracy
- Separation / T(I)NC (colaboração com Separation, 1999, Busted Heads Records)
- The First Conspiracy (1999, G7 Welcoming Committee Records)
- Survival Sickness (2000, Burning Heart Records)
- A New Morning, Changing Weather (2001, Burning Heart Records)
- Your Choice Live Series (2002, Your Choice Records)
- Live At Oslo Jazz Festival (2003, Moserobie Music Production)
- Armed Love (2004, American Recordings)
- The Cross Of My Calling (2008, American Recordings)

### AC4
- AC4 (Ny Våg 2009, Deranged Records 2010, Shock Records 2011)[5]
- Umeå Hardcore EP (P.Trash 2010)
- AC4 / SSA (colaboração com Surprise Sex Attack, Aniseed Records 2010)[6]
- Burn the World (Ny Våg, Deathwish Inc. 2013)[1][7]